# Syrphetodes pensus
Syrphetodes pensus is een keversoort uit de familie Ulodidae. De wetenschappelijke naam van de soort is voor het eerst geldig gepubliceerd in 1921 door Broun.